# دم کردن

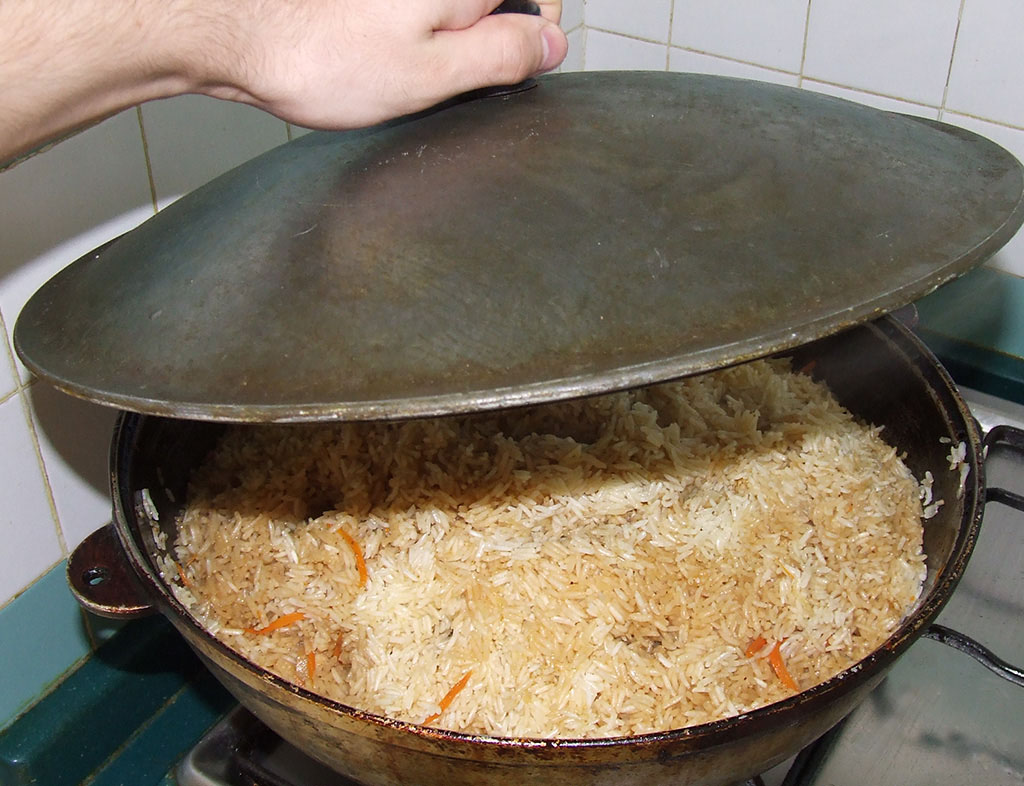
دم پلو، شیوهٔ قزاقستان

دم کردن روشی برای پختن بدون جوش آودن با آتش ملایم یا بخار خود غذا است. این روش به خصوص برای تهیه برنج و ماکارونی با دم‌کنی مورد استفاده قرار می‌گیرد، که از ورود قطره‌های آب حاصل از بخار به داخل غذا جلوگیری شود.